# Rubrobacter indicoceani
Rubrobacter indicoceani es una especie de bacteria grampositiva del género Rubrobacter. Fue descrita en el año 2018. Su etimología hace referencia al Océano Índico. Es aerobia. Tiene un tamaño de 0,3-0,6 μm de ancho por 1-2,4 μm de largo. Forma colonias circulares, convexas, lisas y de color rosa en agar MA. Temperatura de crecimiento entre 20-37 °C, óptima de 28 °C. Catalasa y oxidasa positivas. Tiene un contenido de G+C de 63,8%. Se ha aislado de sedimentos marinos a 4602 metros de profundidad en el Océano Índico. 